# Oulton Broad
Oulton Broad – jezioro, a także część miasta Lowestoft, w Anglii, w hrabstwie Suffolk, w dystrykcie East Suffolk. Leży 60 km na północny wschód od miasta Ipswich i 166 km na północny wschód od Londynu.